# Nemoria torsilinea
Nemoria torsilinea là một loài bướm đêm trong họ Geometridae.